# Folkomröstningen om EU-medlemskap i Kroatien 2012
Folkomröstningen om EU-medlemskap i Kroatien 2012 var en folkomröstning som ägde rum den 22 januari 2012 i Kroatien. Folkomröstningen behandlade huruvida landet skulle godkänna anslutningsfördraget 2011 eller inte. Anslutningsfördraget reglerar villkoren för Kroatiens anslutning till Europeiska unionen (EU). Ungefär två tredjedelar (66,27 %) av de röstberättigade röstade för medlemskap, medan en tredjedel (33,13 %) röstade emot. Valdeltagandet uppgick till 43,51 %, vilket kan jämföras med valdeltagandet på drygt 56 % i det kroatiska parlamentsvalet 2011. Alla partier i parlamentet förespråkade ett ja i folkomröstningen.
Opinionsmätningar innan folkomröstningen pekade på att ungefär två tredjedelar avsåg att rösta för medlemskapet, medan en tredjedel avsåg rösta emot. Från regeringens håll var utrikes- och EU-minister Vesna Pusić huvudansvarig för folkomröstningskampanjen.